# فا كبير

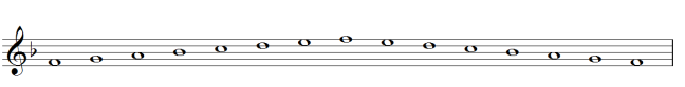
سلم فا الكبير صعوداً وهبوطاً

فا كبير (F major) هو سلم موسيقي كبير يتألف من الدرجات الموسيقية فا F، صول G، لا A، سي المنخفضة ♭B، دو C، ري D، مي E، وينتهي بمفتاح فا F، وذلك على الترتيب التالي من اليسار إلى اليمين:
F, G, A, B♭, C, D, E, F
يحوي سلم فا الكبير على إشارة الخفض واحدة على السي.
إن المفتاح الموسيقي القريب له على السلم الصغير هو ري صغير، أما المفتاح الموسيقى الموازي فهو فا صغير.